# Elecciones parlamentarias de Brasil de 1982
Las elecciones parlamentarias se celebraron en Brasil el 15 de noviembre de 1982. Brasil vivía grandes transformaciones en el ámbito político, 18 años después del golpe militar de 1964, un gobierno desgastado y ante el temor de que el Movimiento Democrático Brasileño (MDB) ganara las elecciones comenzó la apertura permitiendo de nuevo el multipartidismo. Así nacieron varios partidos políticos: el Partido Democrático Social (PDS) (sucesor de la gobernante Alianza Renovadora Nacional), el Partido del Movimiento Democrático Brasileño (PMDB) sucesor del MDB por entonces mayor oposición al régimen, el Partido Laborista Brasileño (PTB) liderado por Ivete Vargas, sobrina-nieta de Getúlio Vargas (fundador de partido), el Partido Democrático Laborista (PDT) de Leonel Brizola y el Partido de los Trabajadores (PT) de Luiz Inácio da Silva.
Dentro de los nuevos partidos ya había conflictos por dirigencias, orquestadas desde el régimen militar para impedir el triunfo de opciones de izquierdas. El ejemplo más claro de eso fue la división dentro del recién legalizado Partido Laborista Brasileño (PTB), que al momento de fundarse tuvo una competencia más o menos voraz entre Leonel Brizola y Ivete Vargas; que al final se solucionaría con los militares intercediendo a favor de Vargas dejando de lado a Brizola, uno de los líderes más visibles del movimiento de oposición fuera del MDB, que al final acabaría formando el Partido Democrático Laborista (PDT). Otra de las opciones de izquierda fue el Partido de los Trabajadores (PT) encabezado por el popular líder sindical Luiz Inácio da Silva, que desde 1972 se venía oponiendo al régimen militar, él y su partido eran vistos como las opciones más cercanas al comunismo (ilegalizado en estas elecciones).
Los resultados, aunque sin sorpresas, representaron la primera elección multipartidista desde 1962. Estos dieron la mayoría al Partido Democrático Social (PDS) con 43.22 % y 235 de 479 escaños, le siguió el Partido del Movimiento Democrático Brasileño (PMDB) con 42.96 % y 200 escaños. El PDT de Brizola saco 5.82 % y 23 escaños, en el cuarto lugar el PTB con 13 y al final el PT con 8. El bipartidismo, aunque ya no era oficial, siguió dominando la política con el PDS y el PMDB con el 86.18 % y curiosamente a pesar de ser las primeras elecciones multipartidistas, estas fueron las que menor número de partidos participantes y representados tuvieron desde 1945.

## Antecedentes
El Congreso Nacional aprobó un proyecto de ley en noviembre de 1979 que disolvió a los dos partidos existentes desde 1965: la gobernante Alianza Renovadora Nacional (ARENA) y su tradicional oponente, el Movimiento Democrático Brasileño (MDB), a favor de la formación de nuevos partidos. En las elecciones de 1982, cinco de ellos: el Partido Democrático Social (PDS), el Partido del Movimiento Democrático Brasileño (PMDB), el Partido Democrático Laborista (PDT), el Partido Laborista Brasileño (PTB) y el Partido de los Trabajadores (PT). El día de las elecciones fue precedido por la introducción, en 1981, de una nueva legislación y reglamentos de votación, uno de los cuales estipulaba que los electores podían votar por un solo partido en las tres elecciones (federales, estatales, municipales). La campaña electoral duró cuatro meses; Si bien gran parte del debate se centró en la economía del país, las personalidades de los candidatos también jugaron un papel importante.

## Sistema electoral
Todos los ciudadanos que tengan al menos 18 años de edad están calificados para votar si están registrados como electores en la circunscripción en la que residen; Quedan inhabilitados para ser registrados los locos, los presos y las personas que no tengan pleno ejercicio de sus derechos, así como el personal militar por debajo del grado de sargento. Los registros electorales se elaboran a nivel municipal y se revisan antes de cada elección. La votación es obligatoria, siendo la abstención sancionada con una multa. Los candidatos al Congreso deben ser brasileños de nacimiento, tener pleno ejercicio de sus derechos políticos y ser miembros de un partido político, no se permitan las candidaturas independientes. Los candidatos a la Cámara de Diputados deben tener al menos 21 años de edad y residir en el Estado al que postulan, mientras que los candidatos al Senado deben tener al menos 35 años. Las personas condenadas por actos cometidos contra la seguridad nacional, el orden político, económico y social y diversos códigos de moralidad se encuentran entre los inhabilitados para el Congreso. Los 479 diputados de los 23 estados del país son elegidos según un sistema de listas de partidos con escaños asignados proporcionalmente entre las listas según el método de promedio más alto. Los escaños obtenidos por cada lista se asignan posteriormente a los candidatos que hayan obtenido mayor cantidad de votos.
Debido a la creciente popularidad del opositor Movimiento Democrático Brasileño (MDB), la oficialista Alianza de Renovación Nacional (ARENA) aprobó reformas electorales en 1979, reemplazando el sistema bipartidista vigente desde 1965 por un sistema multipartidista.

## Resultados

### Cámara de Diputados
| Partido                   | Partido                                             | Votos      | %      | Escaños | +/–   |
| ------------------------- | --------------------------------------------------- | ---------- | ------ | ------- | ----- |
|                           | Partido Democrático Social (PDS)                    | 17,775,738 | 43.22  | 235     | +4    |
|                           | Partido del Movimiento Democrático Brasileño (PMDB) | 17,666,773 | 42.96  | 200     | +9    |
|                           | Partido Democrático Laborista (PDT)                 | 2,394,723  | 5.82   | 23      | Nuevo |
|                           | Partido Laborista Brasileño (PTB)                   | 1.829.055  | 4.45   | 13      | Nuevo |
|                           | Partido de los Trabajadores (PT)                    | 1,458,719  | 3,55   | 8       | Nuevo |
|                           |                                                     |            |        |         |       |
| Votos válidos             | Votos válidos                                       | 41.125.008 |        | -       | -     |
| Votos nulos/en blanco     | Votos nulos/en blanco                               | 7.330.871  | -      | -       | -     |
| Total                     | Total                                               | 48,455,879 | 100.00 | 479     | +57   |
| Registrados/Participación | Registrados/Participación                           | 58.871.378 | 82,43  | -2.35   | -2.35 |
| Fuente: Nohlen            |                                                     |            |        |         |       |

### Senado
| Partido                              | Partido                                             | Votos      | %      | Escaños | Total | +/-   |
| ------------------------------------ | --------------------------------------------------- | ---------- | ------ | ------- | ----- | ----- |
|                                      | Partido del Movimiento Democrático Brasileño (PMDB) | 18,410,338 | 43,67  | 9       | 24    | -2    |
|                                      | Partido Democrático Social (PDS)                    | 17,799,069 | 42,22  | 15      | 40    | 0     |
|                                      | Partido Democrático Laborista (PDT)                 | 2,496,188  | 5.92   | 1       | 3     | Nuevo |
|                                      | Partido Laborista Brasileño (PTB)                   | 1.909.452  | 4.53   | 0       | 2     | Nuevo |
|                                      | Partido de los Trabajadores (PT)                    | 1,538,786  | 3.66   | 0       | 0     | Nuevo |
|                                      |                                                     |            |        |         |       |       |
| Votos válidos                        | Votos válidos                                       | 42.153.833 |        | -       | -     | -     |
| Votos nulos/en blanco                | Votos nulos/en blanco                               | 6.592.970  | -      | -       | -     | -     |
| Total                                | Total                                               | 48,746,803 | 100.00 | 25      | 69    | +3    |
| Votantes registrados / participación | Votantes registrados / participación                | 58.871.378 | 82.80  | +1.04   | +1.04 | +1.04 |
| Fuente: Nohlen                       |                                                     |            |        |         |       |       |